# Ludmila (manželka Měška I. Křivonohého)
Ludmila (narozena před rokem 1155, † po 20. říjnu 1210) byla manželkou Měška I. Křivonohého. Její původ je předmětem několika hypotéz.

## Život
Měšek I. Křivonohý se oženil s Ludmilou mezi léty 1170 a 1178. Podle křestního jména historici usuzují, že pocházela z dynastie Přemyslovců.

### Původ
Historici vytvořili hypotézy rodičů:
1. dcera olomouckého knížete Oty III. Dětleba (1122–1160) a Durancie († 1160)[pozn. 1]
2. dcera českého knížete Soběslava I. (1090–1140) a Adléty Arpádovny (1105/1107–1140)[1][2]
3. dcera znojemského knížete Konráda II. († po 1161) a Marie Srbské († po 1189)[3]
4. dcera olomouckého knížete Vladimíra (1145–před 1200) a neznámé šlechtičny[4]

### Manželství
V manželství se narodili tito potomci:
- Kazimír I. Opolský (1178/1180–13. květen 1230)
- Ludmila (datum narození není známo, zemřela 24. ledna neupřesněného roku)
- Anežka (datum narození není známo, zemřela 9. května neupřesněného roku)
- Eufrozina[pozn. 2] (datum narození není známo, zemřela mezi 23. a 25. května neupřesněného roku)
- Ryksa (datum narození není známo, zemřela 2. května po 1239)

### Genealogie
|  |  | Ota III. Dětleb * 1122, † 12. květen 1160 nebo Soběslav I. * 1090, † 14. únor 1140 nebo Konrád II. Znojemský * neznámo, † 1161 nebo Vladimír Olomoucký * 1145, † 10. prosinec před 1200 | Ota III. Dětleb * 1122, † 12. květen 1160 nebo Soběslav I. * 1090, † 14. únor 1140 nebo Konrád II. Znojemský * neznámo, † 1161 nebo Vladimír Olomoucký * 1145, † 10. prosinec před 1200 |  |  |  |  |  |  | Durancie * neznámo, † 13. prosinec 1160 nebo Adléta Arpádovna * 1105–1107, † 15. září 1140 nebo Marie Srbská * neznámo, † po 1189 nebo Neznámá šlechtična * neznámo, † neznámo | Durancie * neznámo, † 13. prosinec 1160 nebo Adléta Arpádovna * 1105–1107, † 15. září 1140 nebo Marie Srbská * neznámo, † po 1189 nebo Neznámá šlechtična * neznámo, † neznámo |  |  |
|  |  | | |  |  |  |  |  |  | | |  |  |
|  |  | | |  |  |  |  |  |  | | |  |  |
|  |  | | |  |  |  |  |  |  | | |  |  |

|                                                  |                                                  | Měšek I. Křivonohý * 1131/1146, † 16. květen 1211 OO w mezi 1170 a 1178 | Měšek I. Křivonohý * 1131/1146, † 16. květen 1211 OO w mezi 1170 a 1178 | Ludmiła (ur. ?, zm. 20 X po 1210)   | Ludmiła (ur. ?, zm. 20 X po 1210)   |                                                  |                                                  |                                     |                                     |
|                                                  |                                                  |                                                                         |                                                                         |                                     |                                     |                                                  |                                                  |                                     |                                     |
|                                                  |                                                  |                                                                         |                                                                         |                                     |                                     |                                                  |                                                  |                                     |                                     |
|                                                  |                                                  |                                                                         |                                                                         |                                     |                                     |                                                  |                                                  |                                     |                                     |
| Kazimír I. Opolský * 1178/1180 † 13. května 1230 | Kazimír I. Opolský * 1178/1180 † 13. května 1230 | Ludmiła * neznámo † 24. leden (rok?)                                    | Ludmiła * neznámo † 24. leden (rok?)                                    | Anežka * neznámo † 9. květen (rok?) | Anežka * neznámo † 9. květen (rok?) | Eufrozina * neznámo † 23. nebo 25. května (rok?) | Eufrozina * neznámo † 23. nebo 25. května (rok?) | Ryksa * neznámo † 2. květen po 1239 | Ryksa * neznámo † 2. květen po 1239 |

### Mecenášství
Mezi roky 1202 a 1211 přivedla do Rybniku řád sester svatého Norberta. Fundovala jejich klášter a zajistila příjem z desátků z okolních vesnic. V roce 1228 byl klášter přenesen do Czarnowąs (německy Czarnowanz).

### Legenda
Ludmila byla zmíně jako osoba v pověsti o založení Orlové.